# Pistolet maszynowy KOP-1
KOP-1 – model pistoletu maszynowego skonstruowany w Zakładzie Konstrukcji i Eksploatacji Broni Palnej ITU WAT w roku 1998.
Projekt powstał w ramach pracy dyplomowej podporucznika Wojciecha Koperskiego wykonanej pod kierunkiem płk. dr inż. Ryszarda Woźniaka. Broń powstała z myślą o przeznaczeniu jej do walk na małych odległościach oraz jako uzbrojenie załóg wozów bojowych.
KOP-1 był bronią samoczynno-samopowtarzalną z automatyką działającą na zasadzie odrzutu zamka swobodnego, strzelał z zamka zamkniętego. Lufa gwintowana, z czterema bruzdami prawoskrętnymi, wymienna. Wyrzutnik stały umieszczony w komorze zamkowej, wyciąg sprężynujący, umieszczony w czole zamka. Zasilanie z wymiennych magazynków pudełkowych o pojemności 20 i 40 nabojów. Celownik mechaniczny, przerzutowy. W konstrukcji broni wykorzystano niektóre podzespoły kbk wz. 88 i skbk wz. 89.